# Heineken Open 2013 - Qualificazioni singolare
Le qualificazioni del singolare  dell'Heineken Open 2013 sono state un torneo di tennis preliminare per accedere alla fase finale della manifestazione. I vincitori dell'ultimo turno sono entrati di diritto nel tabellone principale. In caso di ritiro di uno o più giocatori aventi diritto a questi sono subentrati i lucky loser, ossia i giocatori che hanno perso nell'ultimo turno ma che avevano una classifica più alta rispetto agli altri partecipanti che avevano comunque perso nel turno finale.

## Teste di Serie
1. Victor Hănescu (ultimo turno)
2. Benjamin Becker (qualificato)
3. Carlos Berlocq (primo turno, ritirato)
4. Gilles Müller (primo turno)

1. Igor Sijsling (qualificato)
2. Daniel Gimeno Traver (secondo turno)
3. Lukáš Rosol (ultimo turno)
4. Michael Russell (secondo turno, ritirato)

## Qualificati
1. Greg Jones
2. Benjamin Becker

1. Igor Sijsling
2. Jesse Levine

## Tabellone

### Legenda
| - Q = Qualificato - WC = Wild card - LL = Lucky loser | - ALT = Alternate - SE = Special Exempt - PR = Protected Ranking | - w/o = Walkover - r = Ritirato - d = Squalificato |

### Sezione 1
|  | Primo turno | Primo turno         | Primo turno         | Primo turno | Primo turno |  |  | Secondo turno | Secondo turno   | Secondo turno   | Secondo turno   | Secondo turno |   |   | Ultimo turno | Ultimo turno   | Ultimo turno | Ultimo turno | Ultimo turno |  |
|  |             |                     |                     |             |             |  |  |               |                 |                 |                 |               |   |   |              |                |              |              |              |  |
|  | 1           | Victor Hănescu      | Victor Hănescu      | 6           | 6           |  |  |               |                 |                 |                 |               |   |   |              |                |              |              |              |  |
|  | WC          | Sam Matheson        | Sam Matheson        | 1           | 1           |  |  | 1             | Victor Hănescu  | 6               | 2               | 7             |   |   |              |                |              |              |              |  |
|  |             | Flavio Cipolla      | Flavio Cipolla      | 6           | 6           |  |  |               | Flavio Cipolla  | 3               | 6               | 5             |   |   |              |                |              |              |              |  |
|  | WC          | Martin Colenbrander | Martin Colenbrander | 1           | 3           |  |  |               |                 |                 |                 |               |   |   | 1            | Victor Hănescu | 6            | 64           | 69           |  |
|  | Frank Moser | Frank Moser         | 1                   | 7           | 3           |  |  |               |                 |                 | Greg Jones      | 3             | 7 | 7 |              |                |              |              |              |  |
|  | Greg Jones  | Greg Jones          | 6                   | 65          | 6           |  |  |               | Greg Jones      | Greg Jones      | Greg Jones      | w/o           |   |   |              |                |              |              |              |  |
|  |             | Bruno Soares        | Bruno Soares        | 2           | 3           |  |  | 8             | Michael Russell | Michael Russell | Michael Russell |               |   |   |              |                |              |              |              |  |
|  | 8           | Michael Russell     | Michael Russell     | 6           | 6           |  |  |               |                 |                 |                 |               |   |   |              |                |              |              |              |  |

### Sezione 2
|  | Primo turno             | Primo turno             | Primo turno             | Primo turno | Primo turno |  |  | Secondo turno | Secondo turno           | Secondo turno           | Secondo turno | Secondo turno |   |   | Ultimo turno | Ultimo turno    | Ultimo turno    | Ultimo turno | Ultimo turno |  |
|  |                         |                         |                         |             |             |  |  |               |                         |                         |               |               |   |   |              |                 |                 |              |              |  |
|  | 2                       | Benjamin Becker         | Benjamin Becker         | 6           | 6           |  |  |               |                         |                         |               |               |   |   |              |                 |                 |              |              |  |
|  | WC                      | Jaden Grinter           | Jaden Grinter           | 4           | 4           |  |  | 2             | Benjamin Becker         | Benjamin Becker         | 6             | 7             |   |   |              |                 |                 |              |              |  |
|  | Enrico Becuzzi          | Enrico Becuzzi          | Enrico Becuzzi          | 1           | 1           |  |  |               | Sebastian Lavie         | Sebastian Lavie         | 3             | 5             |   |   |              |                 |                 |              |              |  |
|  | Sebastian Lavie         | Sebastian Lavie         | Sebastian Lavie         | 6           | 6           |  |  |               |                         |                         |               |               |   |   | 2            | Benjamin Becker | Benjamin Becker | 6            | 6            |  |
|  | Sergio Gutiérrez Ferrol | Sergio Gutiérrez Ferrol | Sergio Gutiérrez Ferrol | 6           | 7           |  |  |               |                         | 7                       | Lukáš Rosol   | Lukáš Rosol   | 4 | 4 |              |                 |                 |              |              |  |
|  | Marcus Daniell          | Marcus Daniell          | Marcus Daniell          | 2           | 5           |  |  |               | Sergio Gutiérrez Ferrol | Sergio Gutiérrez Ferrol | 5             | 64            |   |   |              |                 |                 |              |              |  |
|  |                         | Izak van der Merwe      | Izak van der Merwe      | 4           | 2           |  |  | 7             | Lukáš Rosol             | Lukáš Rosol             | 7             | 7             |   |   |              |                 |                 |              |              |  |
|  | 7                       | Lukáš Rosol             | Lukáš Rosol             | 6           | 6           |  |  |               |                         |                         |               |               |   |   |              |                 |                 |              |              |  |

### Sezione 3
|  | Primo turno      | Primo turno      | Primo turno      | Primo turno    | Primo turno |  |  | Secondo turno | Secondo turno    | Secondo turno    | Secondo turno | Secondo turno |   |   | Ultimo turno | Ultimo turno     | Ultimo turno     | Ultimo turno | Ultimo turno |  |
|  |                  |                  |                  |                |             |  |  |               |                  |                  |               |               |   |   |              |                  |                  |              |              |  |
|  | 3                | Carlos Berlocq   | Carlos Berlocq   | Carlos Berlocq |             |  |  |               |                  |                  |               |               |   |   |              |                  |                  |              |              |  |
|  | WC               | Cameron Norrie   | Cameron Norrie   | Cameron Norrie | w/o         |  |  | WC            | Cameron Norrie   | Cameron Norrie   | 3             | 0             |   |   |              |                  |                  |              |              |  |
|  | Denis Zivkovic   | Denis Zivkovic   | Denis Zivkovic   | 4              | 4           |  |  |               | Matwé Middelkoop | Matwé Middelkoop | 6             | 6             |   |   |              |                  |                  |              |              |  |
|  | Matwé Middelkoop | Matwé Middelkoop | Matwé Middelkoop | 6              | 6           |  |  |               |                  |                  |               |               |   |   |              | Matwé Middelkoop | Matwé Middelkoop | 64           | 4            |  |
|  | Michal Mertiňák  | Michal Mertiňák  | 64               | 7              | 64          |  |  |               |                  | 5                | Igor Sijsling | Igor Sijsling | 7 | 6 |              |                  |                  |              |              |  |
|  | Colin Fleming    | Colin Fleming    | 7                | 6(1)           | 7           |  |  |               | Colin Fleming    | Colin Fleming    | 0             | 0             |   |   |              |                  |                  |              |              |  |
|  |                  | Javier Martí     | 2                | 7              | 4           |  |  | 5             | Igor Sijsling    | Igor Sijsling    | 6             | 6             |   |   |              |                  |                  |              |              |  |
|  | 5                | Igor Sijsling    | 6                | 5              | 6           |  |  |               |                  |                  |               |               |   |   |              |                  |                  |              |              |  |

### Sezione 4
|  | Primo turno      | Primo turno          | Primo turno      | Primo turno | Primo turno |  |  | Secondo turno | Secondo turno        | Secondo turno    | Secondo turno    | Secondo turno    |   |   | Ultimo turno | Ultimo turno | Ultimo turno | Ultimo turno | Ultimo turno |  |
|  |                  |                      |                  |             |             |  |  |               |                      |                  |                  |                  |   |   |              |              |              |              |              |  |
|  | 4                | Gilles Müller        | Gilles Müller    | 4           | 4           |  |  |               |                      |                  |                  |                  |   |   |              |              |              |              |              |  |
|  |                  | Jesse Levine         | Jesse Levine     | 6           | 6           |  |  | Jesse Levine  | Jesse Levine         | Jesse Levine     | 6                | 6                |   |   |              |              |              |              |              |  |
|  |                  | Michael Venus        | Michael Venus    | 6           | 6           |  |  | Michael Venus | Michael Venus        | Michael Venus    | 0                | 3                |   |   |              |              |              |              |              |  |
|  | WC               | Adam Thompson        | Adam Thompson    | 1           | 1           |  |  |               |                      |                  |                  |                  |   |   | Jesse Levine | Jesse Levine | Jesse Levine | 6            | 6            |  |
|  | Frederik Nielsen | Frederik Nielsen     | Frederik Nielsen | 7           | 6           |  |  |               |                      | Frederik Nielsen | Frederik Nielsen | Frederik Nielsen | 4 | 1 |              |              |              |              |              |  |
|  | František Čermák | František Čermák     | František Čermák | 5           | 0           |  |  |               | Frederik Nielsen     | 5                | 6                | 7                |   |   |              |              |              |              |              |  |
|  |                  | André Sá             | 6                | 4           | 1           |  |  | 6             | Daniel Gimeno Traver | 7                | 2                | 6(1)             |   |   |              |              |              |              |              |  |
|  | 6                | Daniel Gimeno Traver | 2                | 6           | 6           |  |  |               |                      |                  |                  |                  |   |   |              |              |              |              |              |  |